# Kaulsroth
Kaulsroth, eine Wüstung, lag südlich von Mogger an der Grenze zu Bayern im Landkreis Sonneberg in Thüringen.

## Geschichte
Der Weiler Kaulsroth wurde erstmals 1275 urkundlich erwähnt.
Der Hof verfügte über einen umfangreichen Landbesitz. Seit dem 18. Jahrhundert wurde der Hof mehrfach geteilt. In dem Weiler lebten bis zu 20 Einwohner. Der Ort gehörte kirchlich zur Pfarrei Mupperg. Politisch unterstand er aber dem Amt Neuhaus und war dem Dorf Sichelreuth angegliedert. 

## Die innerdeutsche Grenze
Da Kaulsroth an der innerdeutschen Grenze lag, nahm der Druck auf die Einwohner ab 1952 zu. 1961 verschärfte sich die Lage und es schlugen die letzten Stunden für die Einwohner im Weiler. Diese verließen ihr Hab und Gut und 1962 wurde der Einzelhof dem Erdboden gleichgemacht. Spuren im Gelände weisen noch auf die Siedlung hin.